# Aseptis ethnica
Aseptis ethnica là một loài bướm đêm trong họ Noctuidae.